# Musée Rommel
Le musée Rommel est un musée dédié à la mémoire du maréchal allemand Erwin Rommel, à Marsa Matruh en Égypte. C'est un lieu muséal modeste, aménagé dans une grotte ayant servi de quartier général (QG) au militaire allemand avant la bataille d'El-Alamein, et étant tout autant un lieu de mémoire.

## Historique
Il a été ouvert en 1977 à l'initiative du gouvernement égyptien, et avec le soutien du gouvernement d'Allemagne de l'Ouest. Il est situé dans une grotte naturelle, ayant servi de QG au militaire, avant et pendant une partie de la bataille El-Alamein, devenue une attraction touristique. Manfred Rommel, fils du maréchal, alors maire de Stuttgart, a été l'invité d'honneur à l'ouverture. Il avait fait don de plusieurs effets personnels de son père au musée. En 1994, le musée a failli fermer après avoir été complètement vidé par des voleurs. Quelques jours après, les objets ont été retrouvés, emballés et abandonnés à l’entrée du bureau du journal Al-Ahram à Marsa Matruh. Au début des années 2000, le musée a été fermé pour travaux, pendant six ans environ, pour améliorer l'aménagement et le sécuriser.
Il a rouvert en 2017,,.

## Localisation
La grotte (Rommel's Cave) est située sur une péninsule à 2 km et demi de Marsa Matruh, au nord-est.
La baie, la plage et un pont à proximité du musée sont également désignés sous le nom de Rommel. Il y a aussi un Café Rommel et un Hôtel Rommel.

## Description
Une porte mène à un couloir, puis à une salle. Le buste du maréchal accueille les visiteurs. Quelques armes utilisées pendant la guerre sont exposées, et des cartes, ainsi que des effets personnels du maréchal, offerts par son fils au gouvernorat de Matruh, quelques années après le suicide du maréchal en Allemagne : son uniforme militaire, son manteau, son bureau et quelques photos prises avec ses soldats.